# Burrard Inlet Indian Reserve 3
Burrard Inlet Indian Reserve 3 (franska: Réserve indienne Burrard Inlet 3) är ett reservat i Kanada.   Det ligger i provinsen British Columbia, i den sydvästra delen av landet, 3 500 km väster om huvudstaden Ottawa.
Runt Burrard Inlet Indian Reserve 3 är det i huvudsak tätbebyggt. Runt Burrard Inlet Indian Reserve 3 är det mycket tätbefolkat, med 2 345 invånare per kvadratkilometer.